# Wiley-VCH Verlag
Wiley-VCH Verlag GmbH & Co. KGaA is een Duitse wetenschappelijke uitgeverij, met zetel in Weinheim. Ze werd in 1921 opgericht als Verlag Chemie. In 1996 werd ze een onderdeel van de wereldwijde uitgeverij John Wiley & Sons. 
De uitgeverij publiceert wetenschappelijke en vaktijdschriften, boeken en elektronische naslagwerken en online databanken op het gebied van de ingenieurswetenschappen en natuurwetenschappen, waaronder chemie, materiaalkunde, fysica, geneeskunde en astronomie, evenals economie.
Tot de groep-Wiley-VCH & Co. behoren ook de uitgeverijen Ernst & Sohn in Berlijn, GIT Verlag in Darmstadt en Verlag Helvetica Chimica Acta in Zürich.